# Galižana
Galižana (Italiaans: Gallesano) is een plaats in de gemeente Vodnjan in de Kroatische provincie Istrië. De plaats telt 1349 inwoners (2001).